# Roquepertuse
Koordinaten: 43° 32′ 0″ N, 5° 15′ 0″ O
Roquepertuse ist Fundort eines keltischen Oppidums und Heiligtums der Saluvii.
Der Ort liegt in der Nähe der Stadt Velaux in der Provence (Frankreich). Nach dem aktuellen Forschungsstand (ab 1988 Wiederaufnahme der Forschungen, ab 1991 neue Grabungen durch Brigitte Lescure) gab es neben dem als Heiligtum gedeuteten Gebäudekomplex mindestens ein Handwerker- und ein Wohnviertel. Er wurde nach derzeitiger Lesart bei einem Angriff der Römer im Jahr 124 v. Chr. vollständig zerstört, jedoch ist der Zeitpunkt der Zerstörung auch früher im 2. Jahrhundert v. Chr. möglich.
Roquepertuse wurde 1860 entdeckt, aber erst ab 1923 durch Henri de Gérin-Ricard ausgegraben.

## Funde

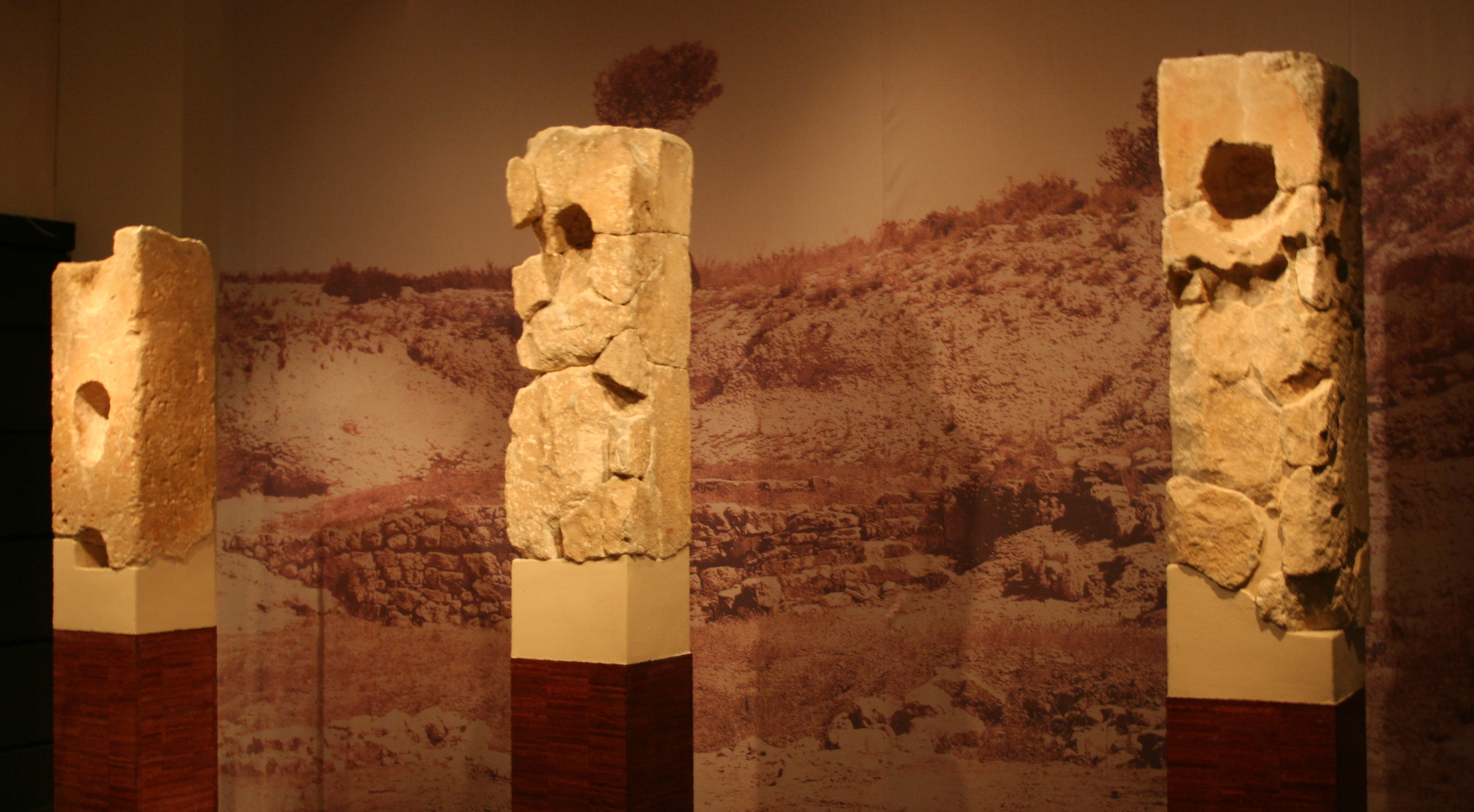
Kelto-ligurische Pfeiler mit Schädelmulden, Musée d’Archéologie Méditerranéenne in Marseille

Die Funde werden auf das 3. Jahrhundert v. Chr. datiert. Die Bekleidung und Haltung der gefundenen Statuen weisen jedoch auf ein höheres Alter (5. Jahrhundert v. Chr./6. Jahrhundert v. Chr.).
- eine zweigesichtige, androgyne Skulptur, genannt: Hermes (0,2 Meter hoch)
- drei Säulen mit Aushöhlungen für Menschenschädel (Keltischer Kopfkult)
- zwei Statuen in „Buddha-Haltung“
- ein großer Vogel (0,62 Meter hoch)
- ein Fries mit Pferdeköpfen

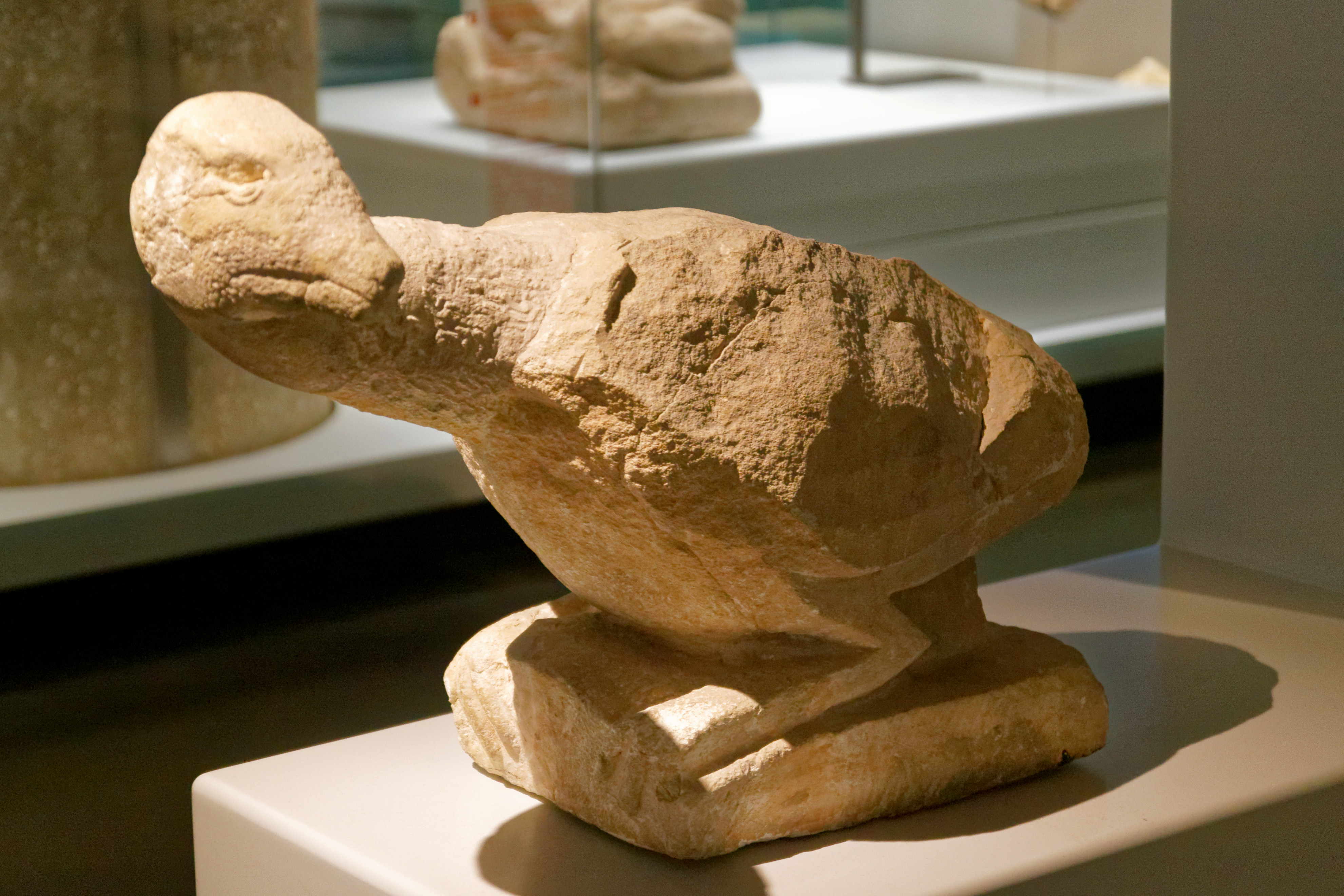
Vogelskulptur aus Roquepertuse, Musée d’histoire de Marseille

Die wichtigsten Fundstücke werden im Musée d’Archéologie Méditerranéenne in Marseille ausgestellt, die Vogelskulptur im Musée d’histoire de Marseille.

## Der Untergang des Heiligtums
Während des Zweiten Punischen Krieges verbündeten sich die Römer in einer Allianz mit der griechischen Kolonie Massalia (Marseille). In der Nähe dieser Stadt lebende Kelten bedrohten die die Kolonien und griffen römische Legionen auf dem Durchzug nach Spanien an. Die Griechen riefen ihren Bundespartner zu Hilfe und Rom organisierte im Jahr 124 v. Chr. eine erste Strafexpedition. Die Kelten verteidigten sich zunächst erfolgreich. Die Römer verloren einige Soldaten und zogen sich zurück. Römische Quellen berichten, dass die Barbaren die Körper der Römer enthaupteten und die mumifizierten Schädel an die Wände ihrer Heiligtümer und Häuser nagelten.
Im nachfolgenden Jahr folgte eine zweite Expedition unter der Leitung des Konsuls Gaius Sextius Calvinus. Die Truppen marschierten jetzt mit Wurfmaschinen auf, die Steinkugeln mit 6 Kilogramm Gewicht schleuderte. Die Römer postierten diese Waffen auf den Berghängen der Hauptstadt Entremont und beim Heiligtum Roquepertuse. Nach wenigen Tagen gaben die Kelten auf und flohen, während die Römer Entremont und Roquepertuse vollständig zerstörten. Die Holzbauten stürzten zusammen und verbrannten. Ein Wiederaufbau wurde untersagt und die Legion gründete in der Nähe die neue Stadt: Colonia Aquae Sextia, das heutige Aix-en-Provence. Das Volk der Salluvier wurde eliminiert und durch andere Kelten, Römer und Griechen ersetzt. Roquepertuse und Entremont wurden nie mehr aufgebaut.

## Charakterisierende Merkmale der „Hermes“-Skulptur
Die 5–10 Prozent Differenz in der Schädelgröße deutet auf eine Kombination einer männlichen und weiblichen Person oder auf einen androgynen Gott. Die Skulptur weist eine (in Platons Symposion und im Sohar dokumentierte) Eigenschaft einer androgynen Gottheit auf, dass die beiden Gesichter sich gegenseitig nicht sehen können.